# ATC код C01
Розділ Анатомічної терапевтичної хімічної класифікації лікарських засобів.
С Засоби для лікування захворювань серцево-судинної системи

## C01A Серцевіглікозиди

### C01AA Глікозиди наперстянки (digitalis)
C01AA01 Ацетилдигітоксин
C01AA02 Ацетилдигоксин
C01AA03 Digitalis leaves
C01AA04 Дигітоксин
C01AA05 Дигоксин
C01AA06 Ланатозид C
C01AA07 Deslanoside
C01AA08 Метилдигоксин
C01AA09 Gitoformate
C01AA52 Acetyldigoxin, combinations

### C01ABScillaглікозиди
C01AB01 Proscillaridin
C01AB51 Proscillaridin, combinations

### C01AC Глікозиди строфантинові
C01AC01 Строфантин
C01AC03 Cymarin

### C01AX Інші серцеві глікозиди
C01AX02 Peruvoside

## C01B Антиаритмічні препарати, клас I та III

### C01BA Антиаритмічні препарати, клас Ia
C01BA01 Хінідин
C01BA02 Прокаїнамід
C01BA03 Дизопірамід
C01BA04 Спартеїн
C01BA05 Аймалін
C01BA08 Праймалін
C01BA12 Лораймін
C01BA51 Хінідин, комб. виключаючи психолептики
C01BA71 Хінідин, комб. з психолептиками

### C01BB Антиаритмічні препарати, клас Ib
C01BB01 Лідокаїн
C01BB02 Mexiletine
C01BB03 Tocainide
C01BB04 Aprindine

### C01BC Антиаритмічні препарати, клас Ic
C01BC03 Propafenone
C01BC04 Флекаїнід
C01BC07 Lorcainide
C01BC08 Encainide

### C01BD Антиаритмічні препарати, клас III
C01BD01 Аміодарон
C01BD02 Bretylium tosilate
C01BD03 Bunaftine
C01BD04 Дофетилід
C01BD05 Ibutilide

### C01BG Інші антиаритмічні препарати, клас I
C01BG01 Морацизин
C01BG07 Cibenzoline

## C01C Серцеві стимулятори, виключаючи глікозиди

### C01CA Адренергічні та дофамінергічні препарати
C01CA01 Etilefrine
C01CA02 Ізопреналін
C01CA03 Norepinephrine
C01CA04 Дофамін
C01CA05 Norfenefrine
C01CA06 Фенілефрин
C01CA07 Добутамін
C01CA08 Oxedrine
C01CA09 Metaraminol
C01CA10 Methoxamine
C01CA11 Mephentermine
C01CA12 Dimetofrine
C01CA13 Prenalterol
C01CA14 Dopexamine
C01CA15 Gepefrine
C01CA16 Ibopamine
C01CA17 Midodrine
C01CA18 Octopamine
C01CA19 Fenoldopam
C01CA21 Cafedrine
C01CA22 Arbutamine
C01CA23 Theodrenaline
C01CA24 Epinephrine
C01CA30 Combinations
C01CA51 Etilefrine, combinations

### C01CE Інгібітори фосфодіестерази
C01CE01 Амрінон
C01CE02 Мілринон
C01CE03 Еноксімон
C01CE04 Букладезін

### C01CX Інші серцеві стимулятори (кардіотоніки)
C01CX06 Angiotensinamide
C01CX07 Xamoterol
C01CX08 Левосимендан

## C01DВазодилататори(інші мови)для лікування захворювань серця

### C01DAОрганічні нітрати
C01DA02 Нітрогліцерин
C01DA04 Methylpropylpropanediol dinitrate
C01DA05 Тетранітропентаеритрит
C01DA07 Propatylnitrate
C01DA08 Ізосорбіда динітрат
C01DA09 Trolnitrate
C01DA13 Eritrityl tetranitrate
C01DA14 Ізосорбіду мононітрат
C01DA20 Органічні нітрати комб.
C01DA38 Tenitramine
C01DA52 Glyceryl trinitrate, combinations
C01DA54 Methylpropylpropanediol dinitrate, combinations
C01DA55 Pentaerithrityl tetranitrate, combinations
C01DA57 Propatylnitrate, combinations
C01DA58 Ізосорбіда динітрат, комб.
C01DA59 Trolnitrate, combinations
C01DA63 Eritrityl tetranitrate, combinations
C01DA70 Органічні нітрати комб. з психолептиками

### C01DB Хінолоновівазодилататори(інші мови)
C01DB01 Flosequinan

### C01DX Іншівазодилататоридля лікування захворювань серця
C01DX01 Itramin tosilate
C01DX02 Prenylamine
C01DX03 Oxyfedrine
C01DX04 Benziodarone
C01DX05 Carbocromen
C01DX06 Hexobendine
C01DX07 Etafenone
C01DX08 Heptaminol
C01DX09 Imolamine
C01DX10 Dilazep
C01DX11 Trapidil
C01DX12 Molsidomine
C01DX13 Efloxate
C01DX14 Cinepazet
C01DX15 Cloridarol
C01DX16 Нікорандил
C01DX18 Linsidomine
C01DX19 Nesiritide
C01DX51 Itramin tosilate, combinations
C01DX52 Prenylamine, combinations
C01DX53 Oxyfedrine, combinations
C01DX54 Benziodarone, combinations

## C01E Інші серцеві препарати

### C01EAПростагландини
C01EA01 Алпростадил

### C01EB Інші серцеві препарати
C01EB02 Камфора
C01EB03 Індометацин
C01EB04 Crataegus glycosides
C01EB05 Creatinolfosfate
C01EB06 Фосфокреатин
C01EB07 Fructose 1,6-diphosphate
C01EB09 Убіхінон
C01EB10 Аденозин
C01EB11 Tiracizine
C01EB12 Tedisamil
C01EB13 Acadesine
C01EB15 Триметазидин
C01EB16 Ібупрофен
C01EB17 Івабрадин
C01EB18 Ранолазин